# Кляйне-Брогель (авіабаза)
Авіаційна база Кляйне-Брогель (нід. Vliegbasis Kleine-Brogel) — складова частина бельгійського повітряного компоненту. Тут розміщена база зберігання ядерних авіабомб B61 і дислокується підрозділ бойового забезпечення зі складу 3-ї ПА США.
Розташована у громаді Пер провінції Лімбург на сході країни. Тут базуються 31-ша і 349-та винищувальні ескадрильї, озброєні літаками F-16 і школа пілотів. Командувач — полковник Дейві Комперс.

## Історія
Аеродром B90 поблизу Кляйне-Брогеля почали будувати британські інженерні війська у грудні 1944, а з березня 1945 летовище стали використовувати на постійній основі, коли сюди прибули канадські Spitfire XVI E 127-го крила і Spitfires PR XI 39-го. Під час операції «Версіті» авіабаза забезпечувала прикриття військ союзників, а вже за тиждень 127-ме крило перебазували до Ейндговена. У вересні 1945 усі канадські військослужбовці залишили Кляйне-Брогель.
До 1953 року аеродром не використовувався, аж доки у березні сюди не передислокувалися F-84G Thunderjet зі Ш'євра, які 1956 замінили літаки F-84F Thunderstreak, 1964 — F-104 Starfighter, а 1981 року база отримала перші F-16.

## Сучасність
База бере участь у патрулюванні повітряного простору Бенілюксу.
2027 року Кляйне-Брогель має отримати винищувачі F-35.

### Російсько-українська війна
Персонал авіабази брав участь у підготовці пілотів та наземного персоналу українських ВПС для F-16.